# Carl Bonde (1709–1740)
Carl Bonde af Björnö, född 9 juli 1709, död 6 januari 1740 i Stockholm, var en svensk greve och lagman.

## Biografi
Carl Bonde af Björnö föddes 1709. Han var son till riksrådet Gustaf Bonde af Björnö och Charlotta von Liewen. Bonde blev 21 oktober 1727 auskultant i Kommerskollegium och extra ordinarie kanslist i Kommerskollegium. Han fick 17 maj 1728 utrikes respass och blev 1731 kammarherre. Bonde blev sedan vice direktör vid Alingsås manufakturverk, 14 mars 1732 extra ordinarie kommissarie i Kommerskollegium och 18 oktober 1732 ordinarie kommissarie. Han blev 5 april 1737 lagman i Tiohärads lagsaga. Bonde avled 1740 i Stockholm och begravdes i familjegraven i Spånga kyrka.

### Familj
Bonde var förlovad med fröken Sofie von Fersen.